# Geraldine Apponyi
Geraldine Albánská narozená jako Géraldine Apponyiová z Velkých Oponic (maďarsky Géraldine Apponyi de Nagy-Appony, 6. srpna 1915, Budapešť – 22. října 2002, Tirana) byla uherská hraběnka a jako manželka krále Zoga I. albánská královna.

## Život

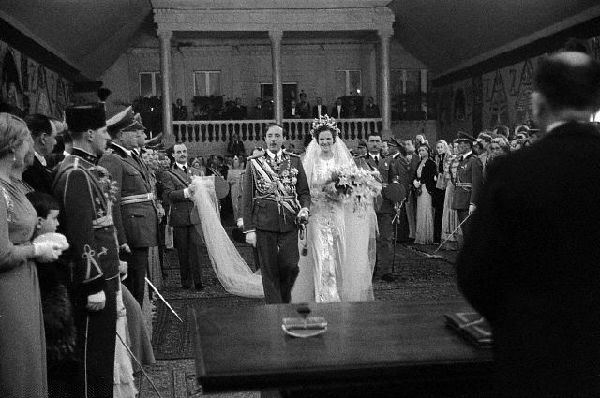
Sňatek Geraldiny s Ahmetem Zogu, rok 1938.

Dětství strávila na apponyiovském rodovém zámku v Oponicích v Horních Uhrách (dnešním Slovensku), odkud v roce 1938 navždy odjela aby se stala královnou. Měla rovněž československé občanství a hovořila nejprve francouzsky, pak se naučila také maďarsky, slovensky, albánsky, německy i anglicky.
27. dubna 1938 se vdala za albánského krále Ahmeta Beye Zoggoliho. V roce 1939 byla Albánie okupována italskými vojsky a dva dny po porodu syna, korunního prince Alexandra (Leky), byla královna Geraldine i s rodinou nucena odejít do exilu. Únik přes Jugoslávii byl vyhodnocen jako příliš riskantní, proto královská rodina vycestovala přes Řecko.
V době druhé světové války pobývala rodina nejprve v Paříži a poté v Londýně. V 50. letech žili jako hosté u Zoguova vzdáleného příbuzného, egyptského krále Farúka I. Zde Ahmet Zogu vážně onemocněl a 9. dubna 1961 zemřel ve francouzské nemocnici poblíž Paříže.
Další roky Geraldine prožila u svého syna ve Španělsku a Jižní Africe. Po neúspěšném pokusu korunního prince Leky o návrat do vlasti roku 1993 se Geraldine do Albánie vrátila teprve v červnu roku 2002, jen několik měsíců před svou smrtí v Tiraně na konci října téhož roku. Byla zde též pochována.
Následník trůnu, Leka, korunní princ albánský zůstal jediným potomkem královského páru. Zemřel 30. listopadu 2011, taktéž v Tiraně. Následníkem trůnu se po něm stal jeho syn Leka II. Zogu narozený roku 1982 v jihoafrickém Sandtonu.